# Winston-Salem Open 2014
Il Winston–Salem Open 2014, in precedenza conosciuto come Pilot Pen Tennis, è stato un torneo di tennis giocato sul cemento. È stata la 34ª edizione del Pilot Pen Tennis, che fa parte della categoria ATP World Tour 250 series nell'ambito dell'ATP World Tour 2014. Il torneo si è giocato al Wake Forest University di Winston-Salem nella Carolina del Nord, dal 17 al 24 agosto 2014. È stato l'ultimo torneo prima degli US Open 2014.

## Partecipanti ATP

### Teste di serie
| Nazionalità   | Giocatore              | Ranking* | Testa di serie |
| ------------- | ---------------------- | -------- | -------------- |
| Stati Uniti   | John Isner             | 14       | 1              |
| Sudafrica     | Kevin Anderson         | 17       | 2              |
| Spagna        | Tommy Robredo          | 20       | 3              |
| Argentina     | Leonardo Mayer         | 26       | 4              |
| Spagna        | Guillermo García López | 32       | 5              |
| Portogallo    | João Sousa             | 37       | 6              |
| Rep. Ceca     | Lukáš Rosol            | 38       | 7              |
| Spagna        | Marcel Granollers      | 39       | 8              |
| Taipei cinese | Lu Yen-hsun            | 43       | 9              |
| Spagna        | Pablo Andújar          | 47       | 10             |
| Stati Uniti   | Donald Young           | 48       | 11             |
| Francia       | Édouard Roger-Vasselin | 49       | 12             |
| Kazakistan    | Michail Kukuškin       | 51       | 13             |
| Italia        | Andreas Seppi          | 52       | 14             |
| Finlandia     | Jarkko Nieminen        | 53       | 15             |
| Stati Uniti   | Steve Johnson          | 55       | 16             |

* Ranking al 12 agosto 2014.

### Altri partecipanti
Giocatori che hanno ricevuto una Wild card:
- Kevin Anderson[1]
- Robby Ginepri
- Ryan Harrison[2]
- Noah Rubin

Giocatori passati dalle qualificazioni:

- Damir Džumhur
- Marcos Giron
- David Goffin
- Wayne Odesnik

## Campioni

### Singolare maschile
Lukáš Rosol ha sconfitto in finale  Jerzy Janowicz per 3–6, 7–6(3), 7–5.
- È il secondo titolo in carriera per Rosol.

### Doppio maschile
Juan Sebastián Cabal /  Robert Farah hanno sconfitto in finale  Jamie Murray /  John Peers per 6–3, 6–4.